# Puente Melha
Puente Melha (en árabe: واد ملحة‎, en francés: Oued Malha) es un municipio marroquí en la región de Tánger-Tetuán-Alhucemas. Desde 1912 hasta 1956 perteneció a la zona norte del Protectorado español de Marruecos.